# Baldomer
Baldomer, Baldomar – imię męskie pochodzenia germańskiego, złożone z elementów  
bald — „śmiały, odważny” i meri — „sławny”. Patronem tego imienia jest św. Baldomer, mnich z Lyonu. Wbrew niektórym źródłom (zwł. francuskim), Baldomer nie jest oboczną formą imienia Waldemar. 
Baldomer imieniny obchodzi 27 lutego.
Żeński odpowiednik: Baldomera
Osoby o imieniu Baldomer:
- Baldomero Aguinaldo (1869–1915) – filipiński polityk i wojskowy.

Zobacz też:
- Saint-Galmier